# Giuseppe Gulotta
Giuseppe Gulotta (* 1957) verbrachte als prominentes Justizopfer 22 Jahre im Gefängnis. Der italienische Staatsbürger war zu Unrecht für den Mord an zwei Carabinieri verurteilt worden, der als Massaker von Alcamo Marina in die Geschichte einging. Erst am 13. Februar 2012 wurde Gulotta von allen Vorwürfen rechtskräftig freigesprochen.
Am 27. Januar 1976 wurden die Carabinieri Carmine Apuzzo und Salvatore Falcetta in ihrer Kaserne im Schlaf erschossen. Wie der Vatikankorrespondent Andreas Englisch in der ZDF-Sendung Markus Lanz am 14. Februar 2013 ausführte, sollen die Carabinieri im Rahmen einer nächtlichen Verkehrskontrolle ahnungslos einen Lkw mit einer geheimen Waffenlieferung für die paramilitärische Einheit Gladio gestoppt haben. Hierauf seien sie als ungewollte Mitwisser von einem Spezialkommando ermordet worden. Im Sinne eines schnellen Fahndungserfolgs wurde der damals 18-jährige Maurerlehrling Giuseppe Gulotta zusammen mit drei weiteren Männern namens Gaetano Santangelo, Vincenzo Ferrantelli und Giuseppe Vesco als Täter verurteilt. Gulotta, der die Tat unter Folter gestanden hatte, erhielt eine lebenslange Haftstrafe.
Erst im Jahre 2007 gestand ein Ermittler, das Geständnis Gulottas durch Folter erzwungen zu haben. Gulotta selbst erzählte bei Markus Lanz, eine ganze Nacht lang geschlagen und scheinexekutiert worden zu sein. Am 26. Januar 2012 beantragte der Generalstaatsanwalt beim Berufungsgericht der Reggio Calabria Giuseppe Gulottas Freispruch in allen Anklagepunkten. Dem Antrag wurde im Rahmen der Revision am 13. Februar 2012 stattgegeben.
Journalist Andreas Englisch bei Markus Lanz: „Ich fühle mich bei dem Fall ja selber schlecht, weil die Medien – und ich auch! – haben in dem Fall versagt. Also dass er [Gulotta] reingelegt worden war, das wusste in Italien jeder, das war vollkommen klar. Nur, wir haben auch einfach zu wenig dagegen getan.“
Im Januar 2013 verklagte Giuseppe Gulotta den italienischen Staat auf 69 Millionen Euro Schadenersatz.